# 阿尔·戈尔
小艾伯特·阿诺德·“阿尔”·戈尔（英語：Albert Arnold "Al" Gore, Jr.；1948年3月31日—），美国政治人物，隸屬民主黨，曾于1993年至2001年间在總統比尔·克林顿執政时期担任副總統。2000年美國總統大選後成为国际知名的环境活动家，其在地球气候变化与环境问题上的贡献受到国际肯定，并与政府间气候变化专门委员会共同获得2007年度诺贝尔和平奖。戈尔任副總統前，曾任田纳西州的聯邦众议员（1977年至1985年）及田纳西州的聯邦参议员（1985年至1993年）。他的父親亦曾任三屆聯邦參议员。

## 早年生活
戈尔于1948年3月31日出生于美國首都华盛顿特区哥倫比亞婦女醫院，父亲老戈尔也是美国政治家，曾代表田纳西州任联邦众议员（1939年至1953年）及联邦参议员（1953年至1971年）。高爾的家族早於十七世紀已經在美國定居，家族有蘇格蘭和愛爾蘭血統。童年時代戈爾除了在華盛頓生活外，也不時回到家鄉田納西州。那裡戈爾一家擁有一個農場種植乾草和煙草，並飼養牛隻。
戈爾於1969年毕业于哈佛大学，那期間他修讀政治科學，為日後的政治生涯鋪路。時正值越戰，戈爾於同年入伍，曾以军队记者的身份进入越南战场。从战场后回来，戈尔就读于范德堡大学的神学院和法学院，并获得洛克菲勒基金会奖学金。

## 政治生涯

### 国会议员
阿尔·戈尔28歲就已經加入美國國會，當過眾議員（1977－1985）和參議員（1985－1993）。這段期間他再育有三個孩子：基斯汀（Kristin，1977年6月5日出生）、莎拉（1979年1月7日出生）和艾爾拔（Albert，1982年10月19日出生）。戈爾通常每到週末就會返回家鄉度假，並在家鄉繼續工作。
1976年戈爾以32%的得票率當選眾議院議員，時比起最接近的對手多出三個百分點。隨後他也連任了三屆（1978、1980、1982）。1984年他出選參議院，成功取得一席。他儘管屬於民主黨，但立場較偏向中間派，如他不支持墮胎和禁止槍械買賣等。在議會時他還加入了眾議院能源政策委員會和科學科技委員會，一共做了四年。在1991年波斯灣戰爭爆發時，戈爾更是十名支持開戰的民主黨成員之一。

### 1988年美國总统選舉
戈爾在1988年參加該年總統大選的民主黨內初選。參選時他以最年轻的候選人（40歲）和中間派立場作賣點，在美國南部贏得總統選舉提名。儘管該屆初選落敗，卻獲得13.68%的得票率，在五位候選人中排名第三。

### 美国副总统
1992年戈爾因家庭理由並未參選1992年美國總統選舉，但其後他答應出任同屬民主黨的阿肯色州州長比爾·克林頓的副手。最初许多人都批评这組合十分不智，因为戈尔就来自于与阿肯色州接壤的田纳西州，两州皆在南方，违反了正副总统候选人来自不同区域的传统选战策略。但日后许多人认为戈尔在1992年的选举中也是克林顿获胜的关键因素之一，因为两人的年轻特质给与选民一个清新的印象（當時克林頓46歲，戈爾44歲），代表新民主黨的轉型。兩人在11月3日選舉成功當選正、副總統，克林頓成為美國第三年輕的總統，也是自1960年約翰·甘迺迪以來最年輕的總統。
戈爾於1993年1月20日就任美國副總統。當時美國面臨著巨大的財政赤字，戈爾本著中間派的立場，在任內極力主張減少政府的浪費和防止政府權力過大，並鼓吹縮減政府規模和一系列不必要的管制。這不但與民主黨一貫的取態大相逕庭（傳統民主黨人主張「大政府」，增加政府支出），也與列根當總統時的取向有點相似。
戈尔於副總統任內積極互聯網推动发展。1992年，作为参议员提出美国信息高速公路法案。1993年9月，美国政府宣布实施一项新的高科技计划――“国家信息基础设施”（National Information Infrastructure，简称NII），戈尔是该项目政府层面的负责人。当时很多人对互联网的巨大作用尚不了解，对其蕴含的机遇也持怀疑态度。后来的互联网的发展使得美国不但在资讯科技上得以一直占据领先地位，也缔造了经济奇迹。因著在議會時擔任科技委員會的經驗，戈爾又提倡發展高科技成為新經濟的動力。從以後的效果看來，戈爾的主張不可謂沒有成果，蓋因在1996年開始，資訊科技產業就成為了美國經濟的新動力，為克林頓執政時期創造了長時間的經濟繁榮。他在離開白宮后更擔任蘋果公司和Google的董事。
戈爾是一位堅定的環保主義者，在白宫任职期间，又积极推动克林顿签署《京都议定书》。在這條議定書草擬時，曾在美國國內引起爭論，反對者的理由是履行京都議定書有可能會大幅降低美國GDP增長。其中當時任德克薩斯州州長的小布殊就抨擊京都議定書，對美國中西部的影響最為嚴重，蓋因這一帶主要是以製造業來提供就業機會。而在議會內討論這條議定書時，也沒有得到任何一票支持（當時議會是以95票對零票通過了「伯德·哈格爾決議」，要求否決這項議定書），但在戈爾推動下，京都議定書最終在1998年上半年由克林頓簽字，正式得到通過（但到2001年被小布殊廢除）。從日後的情形看來，京都議定書原意是促進環保，但反對和批評的聲浪一直存在。除了是影響經濟和就業外，批評者還包括了環保主義者。他們質疑京都議定書的標準定得太低，根本不足以應對未來的嚴重危機。而戈爾本人的環保立場也受到一定程度的抨擊。批評者批評戈爾一方面警告全球暖化的危機，一方面又常乘坐耗油量甚大的私人飛機，立場完全是自相矛盾。

### 2000年美國总统選舉

2000年美國總統選舉，戈爾在美國西岸和東北贏出，但在家鄉田納西及南部卻敗予小布希。

早在1998年1月就已有傳言指戈爾將會代表民主黨出選2000年美國總統選舉。而戈爾亦於1999年6月16日於家鄉田納西州宣佈出戰黨內參選。由于作為現任副總統，他受到民主党内的巨大支持，戈尔在党内初选一面倒支持的情况下，成为2000年美国总统选举的民主党总统候选人。其後他於2000年8月13日宣佈找來了參議員喬·李伯曼當副總統候選人。後者屬黨內保守派，立場比戈爾更保守，曾公開批評克林頓在「拉鏈門」的作為。一般認為是戈爾有鑑於克林頓「拉鏈門」風波觸怒了不少黨內保守派人士，故特意找來一位黨內保守派人物當副總統來增加勝算。

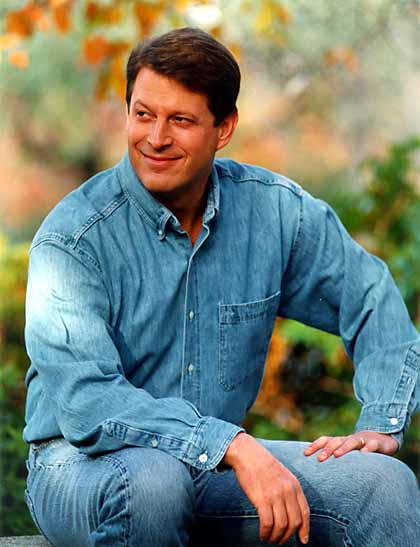
2000年的戈爾

戈爾起先在民意調查中領先共和黨對手、德州州長小布殊11個百分點，但在三場電視辯論中被批評太過傲慢，演說也過於生硬，政綱上又處處迴避對手，在選戰後期小布殊在民意調查中後來居上，與戈爾的差距也縮短至個位數字，使戈爾陷入政治生涯的低點。
在2000年11月7日大選日，戈爾在普選票比布希多逾54萬票。但在票源分佈中，戈爾的優勢卻並不明顯，尤其是他在家鄉田納西州中敗給小布殊，即使是一向屬於民主黨地盤的西維吉尼亞州，高爾也落敗。後來佛羅里達州的點票出現了爭議，更使選情陷入僵局：主要電視媒體最初報導佛羅里達州由高爾勝出，但差距隨著開票進展逐漸的拉近，接著被認為是由小布殊勝出，到最後由於結果太為接近，被宣布無法判定。佛羅里達州在最初的計票中顯示小布殊獲勝，但隨即被指控在投票過程和選票處理上有所瑕疵。由於佛羅里達州地方法規定，最後全州的選票都由機器進行重新計票。雖然第二波重新計票結果拉近了兩人的差距，但結果小布殊依然獲勝，不過該州卻有四個郡出現大量廢票。12月8日，該州最高法院宣布四個郡必須以人工方式重新計票，翌天再以機器計票；當時小布殊在該州僅以537票贏得了選舉，並因此取得25張選舉人票。最後聯邦最高法院做出判決停止了在法定期限截止之前未及全州性的人工計票。這使得在關鍵性的選舉人票方面，戈尔僅以266票对271票、5票之差敗给小布什，成为美国历史上第三位赢得普选票却输掉选举人票的总统候选人。
這場選戰至今仍然是一個具爭議的議題，反映出美國選舉制度中的問題，勝出的小布殊被一些人批評是缺乏認受性的總統並為戈爾抱不平。也有人認為因為克林頓執政後期發生的「拉鏈門」風波，民主黨備受牽連影響了這次選戰。日後戈爾的拍檔李伯曼則批評高爾在選舉中採取了民粹主義的風格，認為那不是能使民主黨贏得選戰的戰略。但即使戈爾勝出，由於共和黨仍控制國會兩院，即使民主黨繼續執政亦會相當困難。無論如何，此後戈爾淡出政壇，不再角逐總統選舉的黨內提名。

## 环保工作

### 难以忽视的真相
戈尔之後成为一名世界著名的环境活动家，他经常以全球暖化问题作为他在公开场合演讲的主题。2006年，他推出了自己参与制作和演出的纪录片《难以忽视的真相》（An Inconvenient Truth），主要讲述了工业化对全球气候变暖和人类生存的影响。此片在不少国家引起了广大的回响，并获得第79届奥斯卡金像奖的最佳纪录片与最佳电影歌曲奖。在他的组织下，全球于2007年7月7日举行了Live Earth全球抗暖化明星接力演唱會，深获全球好评。

### 诺贝尔和平奖
2007年10月，他和联合国组织政府间气候变化专门委员会一起获得了诺贝尔和平奖，理由是他“唤醒了对由气候变化所带来的危险的意识”。戈爾在其個人網站表示會將獎金全數捐予由他創辦的環保教育組織-氣候保護聯盟。

## 近況
除了在环球暖化问题付出巨大贡献之外，戈尔现今亦是前美国有線电视台Current TV主席（Current TV已于2013年買盤予半島電視台，半島電視台用此改為其在美國的支部Al Jazeera America）、世代投资管理合伙公司（Generation Investment Management LLP）主席、苹果公司董事会成员、Google高级管理层非官方顾问及美国气候保护联盟（Alliance for Climate Protection）创始人兼主席。此外，他最近也加入了风险投资行列，并负责有关公司的气候变化解决工作。
2009年，美國政府宣佈政策將管制溫室氣體排放，因應氣候變遷所造成對未來全球環境生態影響，而有必要限制企業造成溫室氣體的排增，該限制引起企業界反彈。高爾對此評論：「這不是政治議題，而是道德議題」，他支持美國政府在對抗氣候影響的政策。

## 外部連結
- Al Gore （页面存档备份，存于）
- TED上的阿尔·戈尔

| 官衔           | 官衔                          | 官衔             |
| -------------- | ----------------------------- | ---------------- |
| 前任： 丹·奎尔 | 美国副总统 1993年－2001年     | 繼任： 迪克·切尼 |
| 前任： 丹·奎尔 | 美国参议院议长 1993年－2001年 | 繼任： 迪克·切尼 |